# Škoda Fabia
Škoda Fabia este un autoturism din clasa supermini produs de constructorul ceh de automobile Škoda Auto. A fost lansat în 1999 pentru a înlocui modelul Felicia, care a fost retras din producție la începutul anului 2001. Prima generație (produsă între 1999 și 2007) a fost disponibilă în mai multe variante de caroserie: hatchback, break (numit Fabia Combi) și sedan (numit Fabia Sedan).
În prezent, Fabia se află la a patra generație, disponibilă doar în versiunea de caroserie hatchback.

## Prima generație (Type 6Y; 1999)
Prima generație a Fabiei (nume de cod 6Y) a fost prezentată la Frankfurt Motor Show în septembrie 1999, iar producția a început în același an. La Salonul Auto de la Paris din luna septembrie 2000 a fost lansată versiunea break denumită Fabia Combi. 
Prima generație folosea platforma A04 de la Volkswagen, platformă tehnică regăsită pe Volkswagen Polo Mk IV și SEAT Ibiza. În 2000, Fabia câștigă titlul "Car of the Year" în Marea Britanie. Lansarea acestui model deosebit de apreciat a marcat ulterior (în anul 2003) și lansarea motoarelor în 3 cilindrii de 1.2 HTP (High Torque Performance) în 2 variante de putere: 40kw (54 CP) și 47kw (64 CP). Acestea îndeplineau normele EURO 4 intrate în vigoare în anul 2005. Punctul forte al acestora era dat de cuplul mare la turație joasă și flexibilitatea în rulare. De asemenea, transmisia era pe lanț, oferind astfel un plus de fiabilitate. La startul vânzărilor au fost oferite 3 echipări: Classic, Comfort și Elegance. Din dorința de a lărgi paleta potențialilor clienți, Fabia a fost oferită și într-o echipare economică, denumită Fabia Basic (mai târziu Fabia Junior). La interior se remarca în primul rând lipsa servo-direcției, cu volanul preluat direct de la sora mai mare, Škoda Octavia I (Octavia Tour). Interesant este faptul că dimensiunea acestuia era mai mare decât în cazul celorlalte echipări, 380mm față de 370mm. De asemenea, față de celelalte echipări, Junior era oferită cu jante de 13" (155/80 R13). Imaginea „spartană” era completată de lipsa ștergătorului lunetei, brichetei auto, a capacului de portbagaj și de prezența unui singur airbag frontal (cel de-al doilea fiind opțional). Škoda Fabia Mk I și-a încetat producția în anul 2007, lăsând locul noii generații Fabia Mk II.

## A doua generație (Type 5J; 2007)

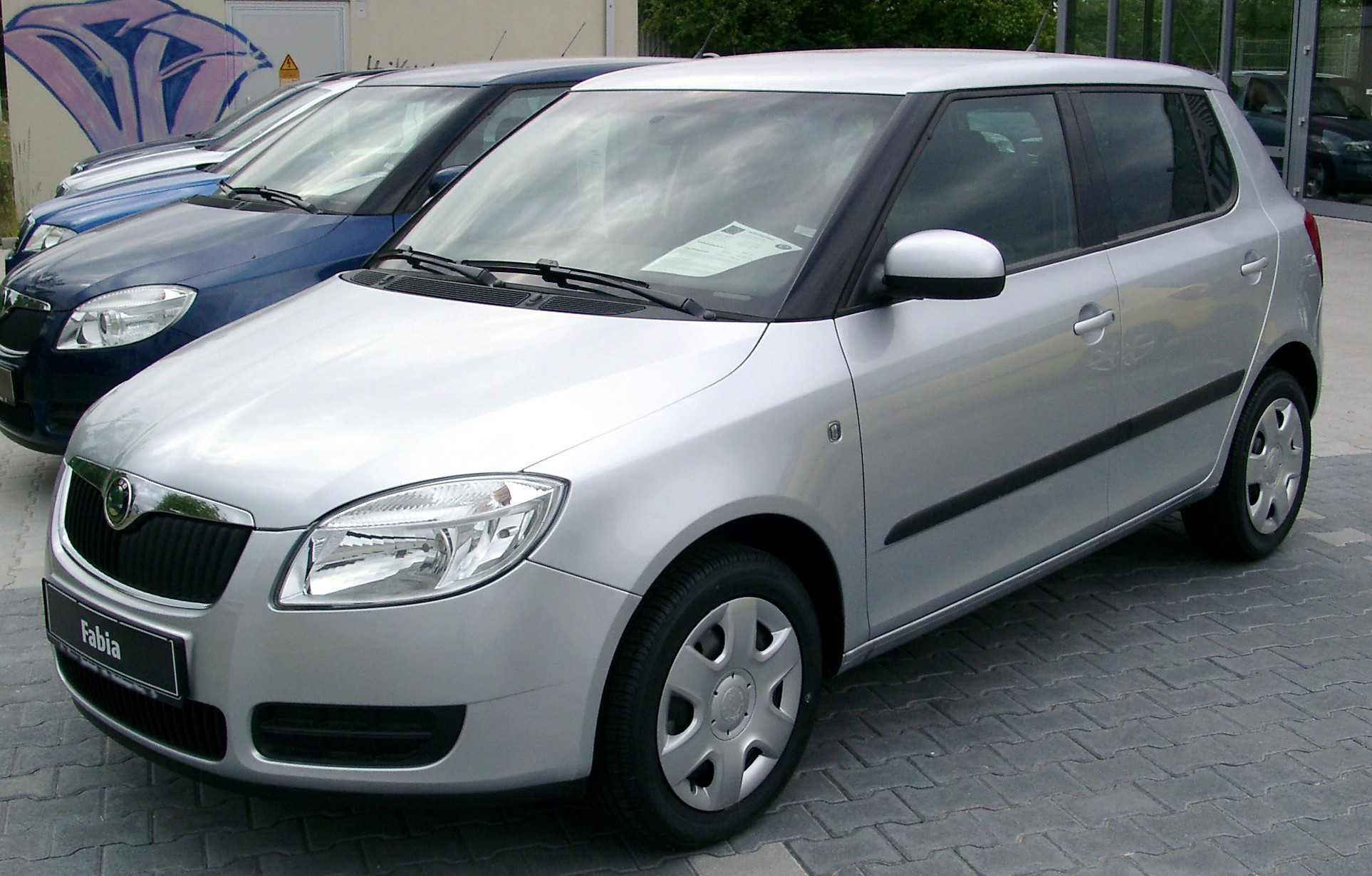
Hatchback (pre-facelift)

A doua generație Fabia (Fabia II) împrumută platforma A04 de la Volkswagen Polo Mk IV.

## A treia generație (Type NJ; 2014)

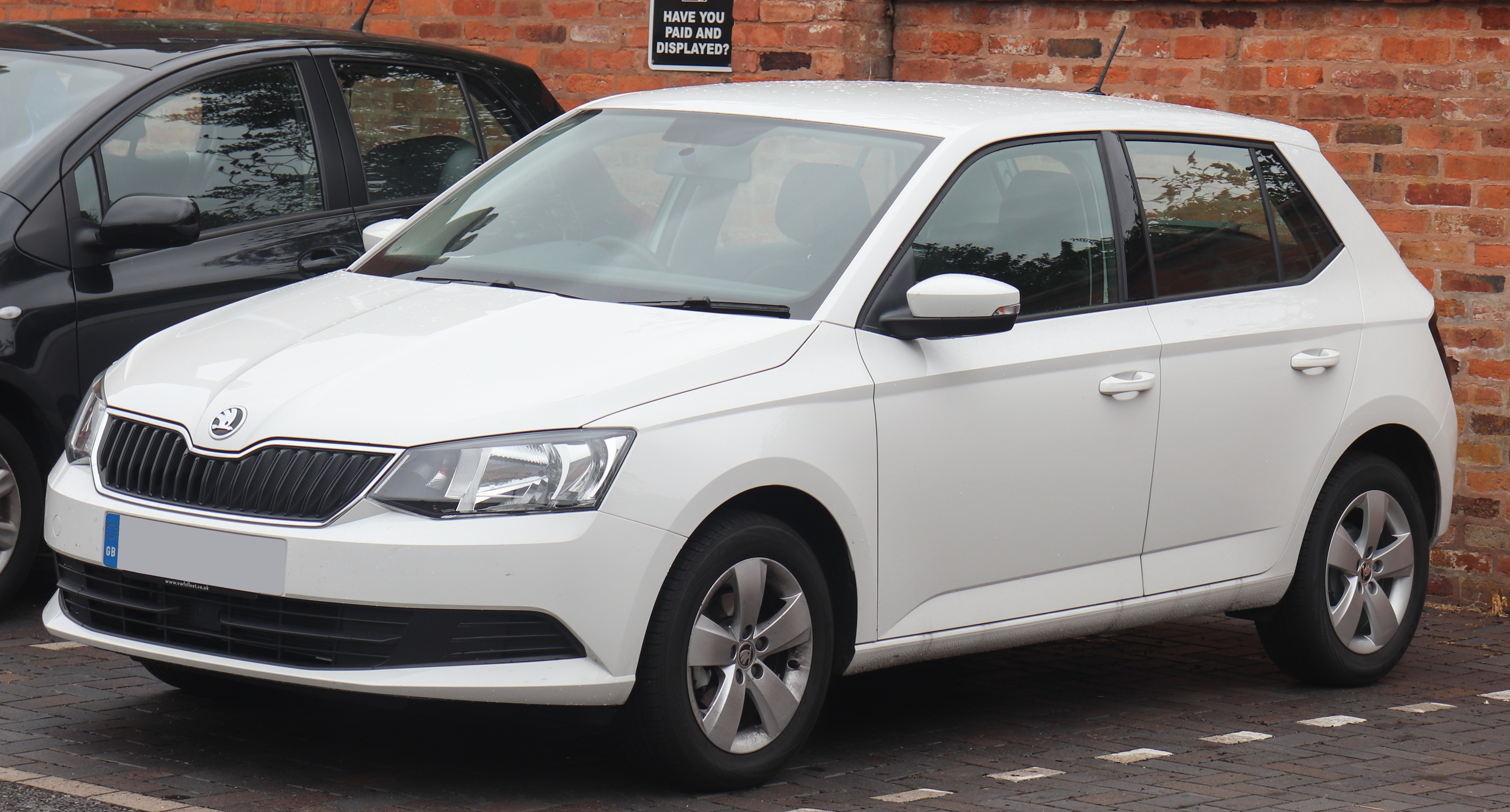
Hatchback (pre-facelift)

A treia generație Fabia a fost prezentată la Salonul Auto de la Paris în octombrie 2014, vânzările începând din luna următoare.

## A patra generație (2021)

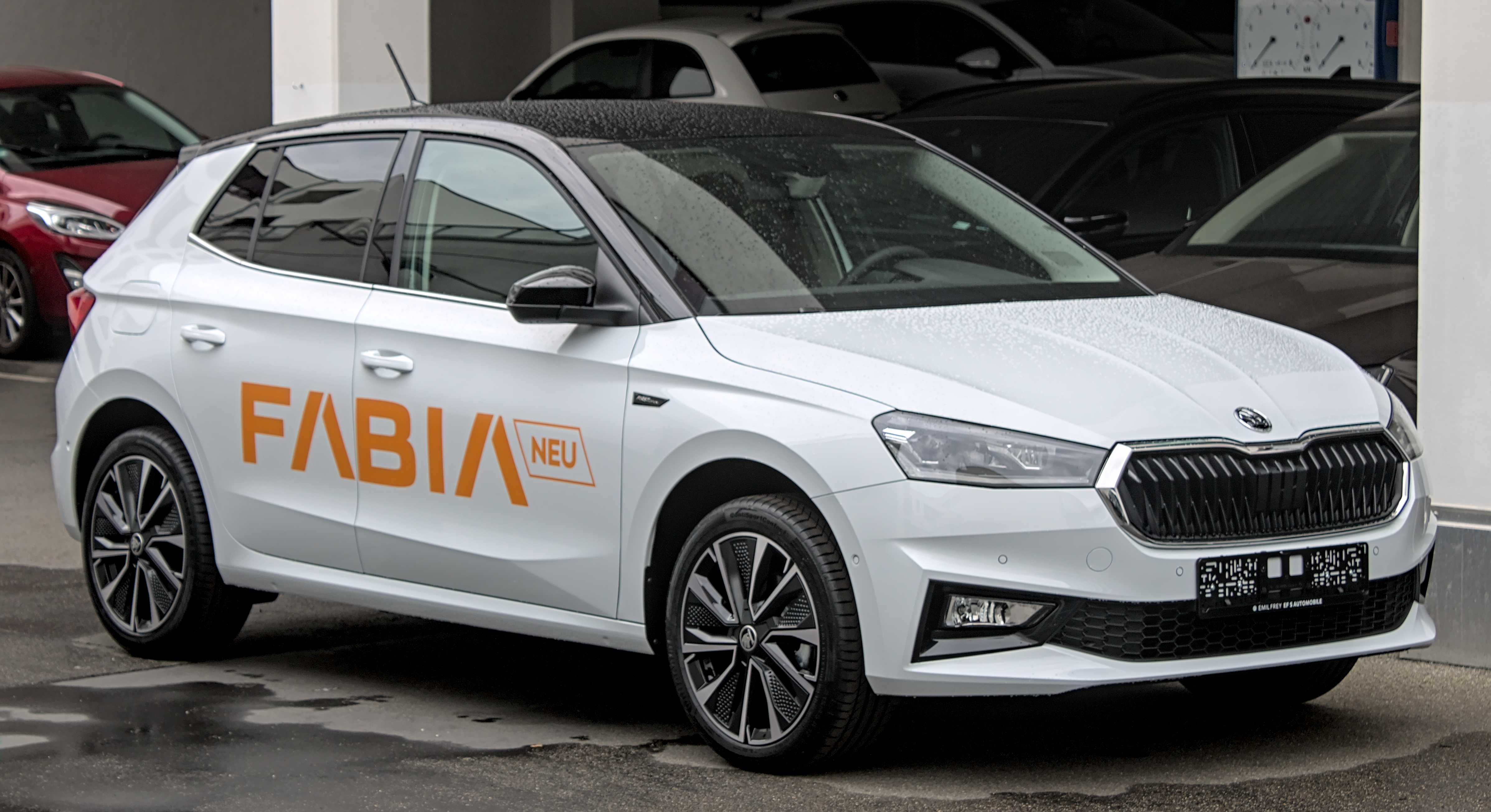

A patra generație Fabia, care a fost dezvăluită în primăvara lui 2021, este puțin mai lungă decât generația anterioară. Pe baza platformei tehnice a Volkswagen Polo și a Škoda Scala, are, potrivit Škoda, încă 50 de litri de portbagaj, aducând capacitatea la un total de 380 de litri. În comunicatul de presă, Škoda a mai menționat că mașina nu mai este oferită cu motoare diesel. Acestea sunt cuplate la o cutie de viteze manuală sau o transmisie DSG cu dublu ambreiaj cu 7 trepte.
Din decembrie 2021, Škoda Fabia poate fi comandată și în România.